# کراس جین
کراس جین (به کره‌ای: 크로스진; به انگلیسی: CROSS GENE) گروه پسرانهٔ بین‌المللی شامل شش عضو از سه کشور کره جنوبی (شین، سه یونگ، سانگ مین، یونگ سوک)، ژاپن (تاکویا) و چین (کسپر) که تحت قرارداد کمپانی امیوز کره به فعالیت می‌پردازد.
اولین آلبوم آنها به نام بی‌انتها:آغاز می‌شود که در ژوئن ۲۰۱۲ منتشر شد، به جایگاه هشتم چارت هفتگی آلبوم‌های گائون صعود کرد

## تاریخچه

### پیش از شروع به کار
در ۲۶ مه سال ۲۰۱۲، شرکت سرگرمی امیوز کره اعلام کرد که گروهی بین‌المللی متشکل از اعضای کره‌ای، ژاپنی و چینی زیر نظر این کمپانی شروع به کار خواهد کرد. این کمپانی معنای نام گروه را «فراتر رفتن از ژن‌های برتر هر کشور برای ایجاد یک گروه ایده‌آل» بیان کرد. گروه کراس جین ابتدا شامل سه عضو از کرهٔ جنوبی، دو عضو از چین و یک عضو از ژاپن بود.

### ۲۰۱۲: بی‌انتها: آغاز می‌شود
گروه در تاریخ ۷ ژوئن اولین اجرای خود را در سالن آکس کره به نمایش گذاشتند. اولین مینی آلبوم آن‌ها به نام بی‌انتها: شروع می‌شود در تاریخ ۸ ژوئن منتشر شد. ده روز بعد نسخه محدودی از مینی آلبوم منتشر شد. بی‌انتها: شروع می‌شود با رتبه نه وارد چارت هفتگی گائون شد و یک هفته بعد به جایگاه هشتم صعود کرد.
کراس جین برای فعالیت در ژاپن نیز برنامه داشت. در ملاقات با طرفداران در ژاپن، کراس جین اعلام کرد که ماه نوامبر اعضا در یک برنامهٔ تلویزیونی ژاپنی به ایفای نقش خواهند پرداخت و در دسامبر فعالیت رسمی خود را در بازار موسیقی ژاپن آغاز خواهند کرد.

### ۲۰۱۳: تغییر عضو و فعالیت در ژاپن
در ۱۶ ژانویه این سال، امیوز کره دو ویدیو در کانال یوتیوب خود قرار داد که یکی عکسبرداری اعضا برای شروع کار در ژاپن و دیگری یک مصاحبهٔ ویژه بود. کمپانی همچنین مطلبی در وب گاه رسمی ژاپنی گروه قرار داد که عضو جدید گروه، سه یونگ، را معرفی می‌کرد. وی به جای جِی. جی که برای دنبال کردن فعالیت خوانندگی تک نفرهٔ خود کراس جین را ترک کرده بود، به گروه ملحق شد.
در ۲۷ فوریهٔ این سال، موزیک ویدیوی ترانه ستاره دنباله دار که اولین تک آهنگ ژاپنی گروه بود، منتشر شد. این ترانه برای نخستین بار در برنامهٔ تبلیغاتی سریال بزرگ در ژاپن اجرا شد. این تک‌آهنگ در ۱۳ مارس منتشر شد و به دنبال آن تک‌آهنگ دیوانه در ۲۹ می منتشر شد.
در ۳۱ مه این سال، کراس جین کنسرت ژاپنی خود به نام کراس یو را در سالن شیبویا او-ایست برگزار کرد که طی آن اعضا از ترک گروه توسط جِی. جی و تغییر در ساختار رهبری گروه صحبت کردند.
در یکم اوت این سال، کراس جین تک‌آهنگ دیجیتالی پاپ کثیف و به دنبال آن سی دی و فوتوبوک ویژه با تو را منتشر کرد. کراس جین دو کنسرت دیگر نیز برگزار کرد- با تو ۲۲ آگوست در سالن عمومی شیبویا و یک اجرای در خواستی که ۳۱ اوت در سالن کلاب کواتروی اومدا برگزار شد. دی وی دی کنسرت گروه در سالن عمومی شیبویا با همان فرمت فوتوبوک با تو منتشر شد.
فن سایت رسمی ژاپنی گروه به نام سیارهٔ کراس جین در دوم سپتامبر راه اندازی شد. طی نیمهٔ دوم این سال، کراس جین سه تک‌آهنگ دیجیتالی دیگر در ژاپن منتشر کرد، ترانهٔ عاشقانهٔ من در اکتبر و صفحه‌ای از عشق و شفق قطبی در نوامبر و دسامبر. علاوه بر آن در نوامبر این سال، کراس جین شروع به فعالیت در چین نمود و در شبکهٔ اِی تی وی و مسابقه آقای آسیا به اجرا پرداخت. همچنین فن میتینگ و اجرایی زنده در دراگون سنتر هنگ کنگ برگزار کرد. در ۲۸ نوامبر، کراس جین جایزه بهترین گروه تازه‌کار را در بیست و یکمین جشنواره فرهنگ و سرگرمی کره دریافت کرد.
سومین کنسرت ژاپنی کراس جین به نام راک یو، ۶ دسامبر در سالن کلاب کواتروی اومدا و ۱۴ و ۱۵ دسامبر به عنوان بخشی از تئاتر موزیکال امیوز برگزار شد. در پایان کنسرت راک یو، گروه به پروژهٔ جدید خود به نام پروژهٔ زد اشاره کرد. آنان همچنین در ۲۶ و ۲۷ دسامبر به عنوان بخشی از کنسرت فوق‌العاده خوش تیپ کمپانی امیوز سال ۲۰۱۳ به اجرا پرداختند.

### ۲۰۱۴: کامبک‌های کره‌ای و فیلم زد
اوایل سال ۲۰۱۴، کراس جین برای ضبط فیلم خود به نام زد، به لس آنجلس رفتند.
۶ آوریل این سال تیزر تصویری برای ترانه شگفت‌انگیز -بانوی بد- و به دنبال آن در ۱۴ آوریل تیزر موزیک ویدیوی این ترانه در کانال یوتوب رسمی گروه منتشر شد. کامبک گروه در اصل برای ۲۱ آوریل برنامه‌ریزی شده بود ولی به احترام قربانیان کشتی سوول و خانواده‌های آنان برنامه به تعویق افتاد.
۱۲ مه تیزر فیلم زد در کانال یوتوب رسمی گروه منتشر شد و در بیست و نهم این ماه کراس جین برای اجرا در ویژه برنامهٔ پنجاهمین سالگرد شبکه اِی تی وی به هنگ کنگ رفت. آن‌ها همچنین دومین فن میتینگ و اجرای زندهٔ خود را در دراگون سنتر هنگ کنگ برگزار کردند.
در نهم ژوئن، کراس جین با انتشار تک‌آهنگ دیجیتالی شگفت‌انگیز-بانوی بد- پس از دو سال غیبت، به صحنهٔ موسیقی کره برگشت. با این حال عضو چینی گروه، کسپر، به دلیل آسیب دیدگی در ناحیهٔ کمر در هیچ‌یک از اجراهای این ترانه حضور نداشت. در ۲۶ ژوئن، کراس جین موزیک ویدیوی ورژن کره‌ای ترانهٔ ستاره دنباله دار را منتشر کرد. سپس در ۲۸ ژوئن چهارمین اجرای زندهٔ خود به نام برنامه شگفت‌انگیز را در سالن دیفر آریاکه توکیو برگزار کردند که کسپر نیز در آن به اجرا پرداخت. علاوه بر آن، تریلر کامل فیلم زد بر روی کانال یوتوب رسمی کراس جین قرار گرفت و خبر اجرای برنامهٔ زندهٔ دیگری به نام کراس شو: زد در ماه اکتبر اعلام شد.
در طول ماه‌های ژوئیه و اوت کراس جین شرکت گسترده‌ای در جشنواره‌های تابستانی موسیقی ژاپنی از جمله امیوز باربیکیو 2014, سامر سونیک اوساکا و جزیره‌ای-نیشن داشتند. تاکویا، عضو ژاپنی گروه نیز به عنوان نماینده ژاپن به برنامهٔ اجلاس غیرعادی شبکهٔ جی تی بی سی پیوست.
۱۰ سپتامبر کراس جین موزیک ویدیوی ترانهٔ بیلیون دلار، ترانه اصلی فیلم زد، را در کانال یوتوب رسمی خود منتشر کردند. فرمت دی وی دی این فیلم در ۲۴ سپتامبر منتشر شد.
برنامهٔ زندهٔ کراس شو: زد ۱۲ و ۱۳ اکتبر در توکیو برگزار شد و طی آن گروه کامبک ژاپنی بعدی خود را که با تک‌آهنگ جدیدی به نام آینده برای ۱۴ ژانویه ۲۰۱۵ برنامه‌ریزی شده بود، اعلام کرد. آن‌ها همچنین در فن کافهٔ کره‌ای خود خبر از کامبک کره‌ای در اوایل نوامبر ۲۰۱۴ دادند.
در یکم نوامبر، کراس جین کامبک دوم خود را با دومین سینگل دیجیتالی به نام پسر نیستم، هنوز مرد هم نشده‌ام با انتشار تیزر تصویری و اولین اجرای ترانه در کنسرت بزرگ ام بی سی موزیک آغاز کرد. این تک‌آهنگ دهم نوامبر همراه با موزیک ویدیو منتشر شد.
با شروع ماه نوامبر وکالیست‌های کراس جین، سه یونگ و یونگ سوک، هر دو در شمار بازیگران دو نمایش موزیکال قرار گرفتند. کراس جین همچنین در جشنواره اسکچرز سان داون سنگاپور در تاریخ ۲۲ نوامبر و نیز به عنوان بخشی از کنسرت فوق‌العاده خوش تیپ امیوز سال 2014 4 در ۲۶ و ۲۷ و ۲۸ دسامبر در پاسیفیکو یوکوهاما به اجرا پرداختند.

### ۲۰۱۵: کامبک‌های ژاپنی و کره‌ای
کراس جین دومین تک‌آهنگ ژاپنی خود به نام آینده را در ۱۴ ژانویه منتشر کرد که در جایگاه چهارم چارت روزانه تک‌آهنگ‌های اوریکان قرار گرفت و پنج روز بعد به جایگاه سوم صعود کرد. آینده در چارت هفتگی تک‌آهنگ‌های اوریکان در جایگاه پنجم قرار گرفت.
کراس جین در ۱۲ آوریل با ترانهٔ جدید با من بازی کن و مینی آلبومی به همین نام به کره بازگشت که در چارت هفتگی آلبوم‌های گائون در جایگاه هفتم قرار گرفت.
گروه در ۲۵ ژوئیه با سومین تک‌آهنگ خود به نام عشق و صلح که تیتراژ پایانی انیمه استاد دوگانه: انقلاب بود به ژاپن بازگشت که پس از آن به همراه تک‌آهنگ دیگری به نام شی تای! و ترانهٔ دیگری به نام معجزه، ۷ اکتبر در فرمت دیجیتال منتشر شدند.

### ۲۰۱۶: بازگشت با بازی و اولین آلبوم ژاپنییینگ یانگ
در ۲۱ ژانویه ۲۰۱۶، کراس جین سومین مینی آلبوم خود به نام بازی، همراه با موزیک ویدیوی ترک عنوانی آن به نام آهای تو، نونا را منتشر کرد.
۸ آوریل گروه خبر از انتشار اولین آلبوم کامل ژاپنی خود دادند و پس از آن در ۲۷ آوریل، لیدر گروه، شین، در یک برنامهٔ ژاپنی عنوان آلبوم را یینگ یانگ اعلام کرد. این آلبوم که در ۲۹ ژوئن منتشر شد شامل ۱۴ آهنگ است، دو آهنگ جدید:یینگ یانگ (ترک عنوانی) و نامه (ترانه‌ای ویژه برای طرفداران) و نیز پنج ترانهٔ قبلاً منتشر نشده: به رقصیدن ادامه بده، بازیِ عشق، کنار من بمان و رویاپرداز و نه نه نه.

## اعضا
| نام هنری        | نام                     | زادروز                     | زادور     | ژن            |
| --------------- | ----------------------- | -------------------------- | --------- | ------------- |
| سه یونگ (세영)  | لی سه یونگ (이세영)     | (۱۹۹۰-۰۲-۰۸)۸ فوریه، ۱۹۹۰  | کره جنوبی | ژن معجزه      |
| کسپر(캐스퍼)    | چو شیائو شیانگ (储晓祥) | (۱۹۹۱-۰۳-۲۰)۲۰ مارس، ۱۹۹۱  | چین       | ژن شیک و وحشی |
| شین (신)        | شین وون هو (신원호)     | (۱۹۹۱-۱۰-۲۳)۲۳ اکتبر، ۱۹۹۱ | کره جنوبی | ژن پِرِش        |
| تاکویا (타쿠야) | ترادا تاکویا (寺田拓哉) | (۱۹۹۲-۰۳-۱۸)۱۸ مارس، ۱۹۹۲  | ژاپن      | ژن جذاب       |
| سانگ مین (상민) | کیم سانگ مین (김상민)   | (۱۹۹۲-۰۷-۰۷)۷ ژوئیه، ۱۹۹۲  | کره جنوبی | ژن اُرگانیک    |
| یونگ سوک (용석) | کیم یونگ سوک (김용석)   | (۱۹۹۳-۰۱-۰۸)۸ ژانویه، ۱۹۹۳ | کره جنوبی | ژن مای پِیس    |

### اعضای سابق
- چین - جِی. جی (گائو جیانینگ 高家宁)

## ترانه شناسی
| عنوان                                                                  | جزئیات آلبوم                                                                          | موقعیت در چارت‌ها | فروش         |       |       |       |
| عنوان                                                                  | جزئیات آلبوم                                                                          | JPN              | فروش         |       |       |       |
| ژاپنی                                                                  | ژاپنی                                                                                 | ژاپنی            | ژاپنی        | ژاپنی | ژاپنی | ژاپنی |
| ---------------------------------------------------------------------- | ------------------------------------------------------------------------------------- | ---------------- | ------------ | ----- | ----- | ----- |
| یینگ یانگ                                                              | - انتشار:۲۹ ژوئن، ۲۰۱۶ - ناشر: یونیورسال ژاپن - فرمت: سی دی+دی وی دی، دیجیتال، دانلود | ۱۲               | - JPN: 6,796 |       |       |       |
| "—" نشان دهندهٔ قرار نگرفتن در چارت‌ها یا عدم انتشار در منطقهٔ مزبور است. |                                                                                       |                  |              |       |       |       |

### مینی آلبوم‌ها
| عنوان                                                                  | جزئیات آلبوم                                                                                    | لیست ترانه‌ها | موقعیت در چارت‌ها | موقعیت در چارت‌ها | فروش  |       |
| عنوان                                                                  | جزئیات آلبوم                                                                                    | لیست ترانه‌ها | KOR              | JPN              | فروش  |       |
| کره‌ای                                                                  | کره‌ای                                                                                           | کره‌ای        | کره‌ای            | کره‌ای            | کره‌ای | کره‌ای |
| ---------------------------------------------------------------------- | ----------------------------------------------------------------------------------------------- | ------------ | ---------------- | ---------------- | ----- | ----- |
| بی‌انتها: آغاز می‌شود                                                    | - انتشار: ۱۱ ژوئن 2012 (KOR) - ناشر: امیوز کره، یونیورسال کره - فرمت‌های: CD، دیجیتال دانلود     | ۸            | ۱۸۷              | - KOR: 5,940+    |       |       |
| با من بازی کن                                                          | - انتشار: ۱۳ آوریل 2015 (KOR) - ناشر: امیوز کره، یونیورسال کره - فرمت: سی دی، دیجیتال، دانلود   | ۷            | ۶۵               | - KOR: 4,819+    |       |       |
| بازی                                                                   | - انتشار: ۲۱ ژانویه، 2016 (KOR) - ناشر: امیوز کره، یونیورسال کره - فرمت: سی دی، دیجیتال، دانلود | ۱۳           | —                | - KOR: 5,728     |       |       |
| ژاپنی                                                                  |                                                                                                 |              |                  |                  |       |       |
| بی‌انتها: آینده                                                         | - انتشار: ۲۱ نوامبر، 2012 (JPN) - ناشر: امیوز، یونیورسال ژاپن - فرمت: سی دی، دیجیتال، دانلود    | —            | ۲۰۳              |                  |       |       |
| با تو                                                                  | - انتشار: ۲۲ اوت، 2013 (JPN) - ناشر: امیوز، یونیورسال ژاپن - فرمت: سی دی                        | —            | —                |                  |       |       |
| "—" نشان دهندهٔ قرار نگرفتن در چارت‌ها یا عدم انتشار در منطقهٔ مزبور است. |                                                                                                 |              |                  |                  |       |       |

### تک‌آهنگ‌ها
| عنوان                                                                  | سال   | موقعیت در چارت‌ها | موقعیت در چارت‌ها | فروش                | آلبوم          |       |
| عنوان                                                                  | سال   | KOR              | JPN              | فروش                | آلبوم          |       |
| کره‌ای                                                                  | کره‌ای | کره‌ای            | کره‌ای            | کره‌ای               | کره‌ای          | کره‌ای |
| ---------------------------------------------------------------------- | ----- | ---------------- | ---------------- | ------------------- | -------------- | ----- |
| "لا-دی دا-دی"                                                          | ۲۰۱۲  | ۱۲۰              | —                | بی‌انتها: آغاز می‌شود |                |       |
| "اوج آسمان"                                                            | ۲۰۱۲  | ۱۳۹              | —                | بی‌انتها: آغاز می‌شود |                |       |
| "شگفت انگیز-بانوی بد-"                                                 | ۲۰۱۴  | —                | —                | با من بازی کن       |                |       |
| "پسر نیستم، هنوز مرد هم نشده‌ام"                                        | ۲۰۱۴  | —                | —                | با من بازی کن       |                |       |
| ژاپنی                                                                  |       |                  |                  |                     |                |       |
| "ستاره دنباله دار"                                                     | ۲۰۱۳  | —                | ۱۹               | یینگ یانگ           |                |       |
| "دیوانه"                                                               | ۲۰۱۳  | —                | —                | یینگ یانگ           |                |       |
| "پاپ کثیف"                                                             | ۲۰۱۳  | —                | —                |                     |                |       |
| "ترانهٔ عاشقانهٔ من"                                                     | ۲۰۱۳  | —                | —                |                     |                |       |
| "صفحه‌ای از عشق"                                                        | ۲۰۱۳  | —                | —                |                     |                |       |
| "شفق قطبی"                                                             | ۲۰۱۳  | —                | —                | یینگ یانگ           |                |       |
| "آینده"                                                                | ۲۰۱۵  | —                | ۵                | یینگ یانگ           | - JPN: 14,425+ |       |
| "عشق و صلح/شی-تای!"                                                    | ۲۰۱۵  | —                | ۲                | یینگ یانگ           | - JPN: 86,128+ |       |
| "—" نشان دهندهٔ قرار نگرفتن در چارت‌ها یا عدم انتشار در منطقهٔ مزبور است. |       |                  |                  |                     |                |       |

### دی وی دی‌ها
| عنوان                    | جزئیات آلبوم                                                            | موقعیت در چارت‌ها |
| عنوان                    | جزئیات آلبوم                                                            | JPN              |
| ------------------------ | ----------------------------------------------------------------------- | ---------------- |
| با تو اجرای زنده در ژاپن | - انتشار:۱۶ دسامبر، ۲۰۱۳ - ناشر: امیوز، یونیورسال ژاپن - فرمت: دی وی دی | —                |

## موزیک ویدیوها
| سال  | موزیک ویدیو                     | مدت  | آلبوم                      |
| ---- | ------------------------------- | ---- | -------------------------- |
| ۲۰۱۲ | "لا-دی دا-دی"                   | ۳:۱۵ | بی‌انتها: آغاز می‌شود        |
| ۲۰۱۲ | "اوج آسمان"                     | ۳:۱۴ | بی‌انتها: آغاز می‌شود        |
| ۲۰۱۲ | "برای این عشق"                  | ۲:۵۰ | بی‌انتها: آغاز می‌شود        |
| ۲۰۱۲ | "لا-دی دا-دی" (نسخه ژاپنی)      | ۳:۱۵ | بی‌انتها: آینده             |
| ۲۰۱۲ | "برای این عشق" (نسخه ژاپنی)     | ۳:۱۳ | بی‌انتها: آینده             |
| ۲۰۱۳ | "ستاره دنباره دار"              | ۴:۳۷ | یینگ یانگ                  |
| ۲۰۱۴ | "شگفت انگیز-بانوی بد-"          | ۲:۴۵ | با من بازی کن              |
| ۲۰۱۴ | "ستاره دنباله دار" (نسخه کره‌ای) | ۴:۳۷ | ستاره دنباله دار (تک آهنگ) |
| ۲۰۱۴ | "بیلیون دلار"                   | ۶:۲۹ | آینده (تک آهنگ)            |
| ۲۰۱۴ | "پسر نیستم، هنوز مرد هم نشده‌ام" | ۳:۵۰ | با من بازی کن              |
| ۲۰۱۴ | "آینده"                         | ۴:۱۱ | یینگ یانگ                  |
| ۲۰۱۵ | "با من بازی کن"                 | ۴:۰۰ | با من بازی کن              |
| ۲۰۱۵ | "با من بازی کن" (ورژن رقص)      | ۳:۳۱ | با من بازی کن              |
| ۲۰۱۵ | "با من بازی کن" (ورژن لب خوانی) | ۳:۳۱ | با من بازی کن              |
| ۲۰۱۵ | "عشق و صلح"                     | ۴:۳۶ | یینگ یانگ                  |
| ۲۰۱۵ | "شی-تای!"                       | ۳:۲۴ | یینگ یانگ                  |
| ۲۰۱۶ | "آهای تو، نونا"                 | ۳:۲۹ | بازی                       |
| ۲۰۱۶ | "یینگ یانگ"                     | N/A  | یینگ یانگ                  |

## فیلم شناسی
| سال  | اطلاعات | شبکه           | نوع                    |
| ---- | --- | -------------- | ---------------------- |
| ۲۰۱۱ | پسر سبزی فروش (شین وون هو در نقش لی چان سول)                                                                                     | Channel A      | کره‌ای                  |
| ۲۰۱۱ | فرار ۶۰: گیم اور(تاکویا در نقش تاکائو کوسانو، شین وون هو در نقش پارک هونگ کی)                                                    | MBS            | ژاپنی                  |
| ۲۰۱۱ | نشانه(تاکویا در نقش ایباراکی توبی)                                                                                               | MBS            | ژاپنی                  |
| ۲۰۱۲ | عاشقم باش (فیلم اقتباسی از مانگا) (تاکویا در نقش رویی)                                                                           | -              | ژاپنی                  |
| ۲۰۱۲ | بزرگ (سریال تلویزیونی) (شین وون هو در نقش کانگ کیونگ جون)                                                                        | KBS2           | کره‌ای                  |
| ۲۰۱۲ | مبارزه کراس (برنامه تلویزیونی)                                                                                                   | HTB            | ژاپنی                  |
| ۲۰۱۴ | زد (شین در نقش ناین، سه یونگ در نقش زیرو، کسپر در نقش سیکس هاندرد، یونگ سوک در نقش سِوِن، سانگ مین در نقش ثرتین، تاکویا در نقش شی) | -              | ژاپنی                  |
| ۲۰۱۴ | اجلاس غیرعادی(برنامه تلویزیونی) (تاکویا)                                                                                         | JTBC           | کره‌ای                  |
| ۲۰۱۵ | قرار تنهایی (برنامه تلویزیونی) (شین)                                                                                             | JTBC           | کره‌ای                  |
| ۲۰۱۵ | کره آن! فایتینگ (برنامه موسیقی) (شین و تاکویا)                                                                                   | M-On TV        | ژاپنی                  |
| ۲۰۱۵ | عاشق (سریال)(تاکویا در نقش تاکویا)                                                                                               | Mnet           | کره‌ای                  |
| ۲۰۱۵ | شوریکن سنتای نین نینجر(شین وون هو در نقش سیلور، قسمت ۲۵)                                                                         | TV Asahi       | ژاپنی                  |
| ۲۰۱۵ | خانه دوست کجاست؟ (برنامه تلویزیونی) (تاکویا)                                                                                     | JTBC           | کره‌ای                  |
| ۲۰۱۵ | پیام مخفی (شین وون هو در نقش چویی گنگ)                                                                                           | Naver TV, LINE | محصول مشترک کره و ژاپن |